# Gustav Frenssen

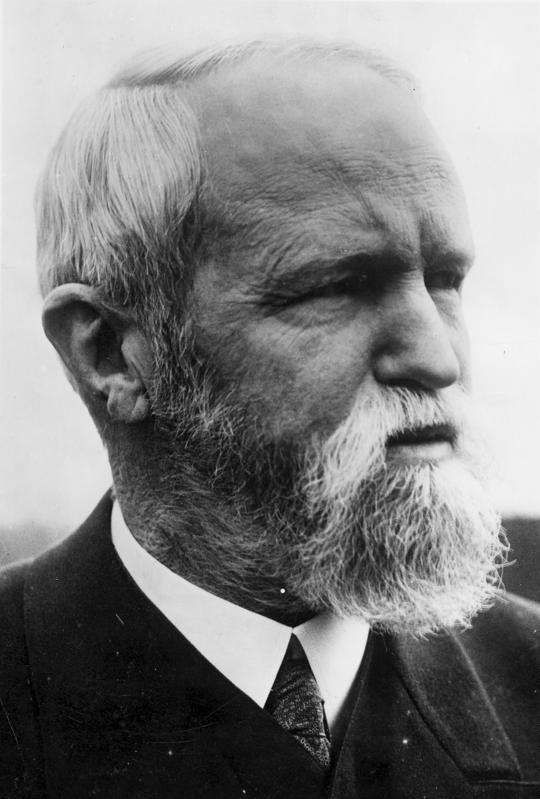
Gustav Frenssen

Gustav Frenssen (* 19. Oktober 1863 in Barlt, Dithmarschen; † 11. April 1945 ebenda) war ein deutscher Schriftsteller des völkischen Nationalismus, ab 1932 des Nationalsozialismus. Seine Werke gehörten zur Massenliteratur des Kaiserreichs und der NS-Zeit, die damals verbreitete kolonialistische, rassistische und antisemitische Vorstellungen vermittelte. Sein Grab befindet sich im Landschaftsschutzgebiet Wodansberg bei Windbergen.

## Leben
Frenssen wurde in Barlt als Sohn des Tischlermeisters Hermann Frenssen (1829–1919) und dessen Frau Amalie geb. Hansen (1827–1897) geboren. Er besuchte nach der Volksschule zunächst das Gymnasium in Meldorf, gemeinsam mit dem späteren antisemitischen Literaturhistoriker Adolf Bartels, und wegen schlechter schulischer Leistungen danach das in Husum. Nach der Reifeprüfung 1886 studierte er Theologie an den Universitäten Tübingen, Berlin und Kiel, um 1890 Zweiter Pastor in Hennstedt und 1892 schließlich Pastor in Hemme zu werden. 1890 heiratete er Anna Walter, die Tochter eines Lehrers.

### Literarische Anfänge und Erfolge

Postkarte von 1905

1896 veröffentlichte er sein erstes größeres Werk, Die Sandgräfin, und 1901 den Entwicklungsroman Jörn Uhl, der beim Publikum (Hermann Löns: … dieser wunderschöne Roman …) und bei der Kritik großen Erfolg hatte, auch bei „Frenssen-Fan“ (Uwe-K. Ketelsen) Rainer Maria Rilke. Dieser Erfolg erlaubte es Frenssen, seine Pastorenstelle 1902 aufzugeben und als freier Schriftsteller zu leben. 1903 bekam er für seine Dorfpredigten von der Universität Heidelberg den Ehrendoktor für Theologie verliehen. 1905 erschien Hilligenlei und 1906 Peter Moors Fahrt nach Südwest über den Aufstand der Herero und Nama in Deutsch-Südwestafrika, von denen jeweils zwei Monate nach dem Erscheinen über 100.000 Stück verkauft waren. Trotzdem kam Frenssen danach literarisch nicht mehr auf die Kolonialthematik zurück und sah sich auch nicht als „Kolonialautor“. Im zweiten Jahrzehnt des 20. Jahrhunderts wurde Frenssen, dessen Werke in zahlreiche Sprachen übersetzt wurden und besonders auch in Skandinavien beliebt waren, sogar für den Literaturnobelpreis vorgeschlagen. Frenssen war so sehr von sich eingenommen, dass er für seine Nichtwahl die „Kabalen einer Judenclique“ verantwortlich machte. Seine Werke erreichten eine Gesamtauflage von rund drei Millionen Exemplaren.

### Der Weg zu den Nationalsozialisten

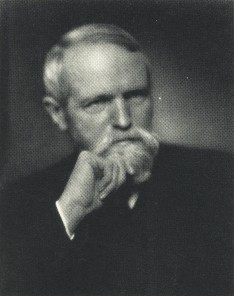
Gustav Frenssen zwischen 1925 und 1930 auf einer Fotografie von Nicola Perscheid.

Frenssens politische Haltung während des Kaiserreichs war nationalkonservativ. Er wurde 1896 Mitglied in Friedrich Naumanns Nationalsozialem Verein und blieb es bis zu dessen Auflösung 1903. Genau wie Naumann sprach er sich für deutsche Kolonien aus, und schon vor Hans Grimm und Adolf Bartels prägte er in seinem Roman Die drei Getreuen (1898) die Parole „Volk ohne Raum“. Er beschäftigte sich mit zeitgenössischen rassebiologischen Schriften. Gustav Frenssen lebte von 1902 bis 1906 in Meldorf und danach in Blankenese. 1919 zog er an seinen Geburtsort Barlt zurück. Wie viele Dithmarscher seiner Zeit war er zwar nationalliberal und antidemokratisch gesinnt, begrüßte jedoch die Oktoberrevolution und lehnte die Weimarer Republik zuerst nicht ab. Walther Rathenau bezeichnete er kurzzeitig als „vornehmsten Kopf in Deutschland“. Aber Frenssen strebte im Grunde ein „starkes Deutschland mit deutlich autoritären Zügen“ an und wurde zum Feind der Weimarer Republik. Ab 1923 sind in seinen Werken Anzeichen für einen verstärkten Antisemitismus festzustellen. Bei der Reichspräsidentenwahl 1932 wählte er Adolf Hitler.

### Zeit des Nationalsozialismus
Nach der Machtübernahme unterstützte er offen die NSDAP. Er unterschrieb 1933 das Gelöbnis treuester Gefolgschaft für Hitler, bejahte ab 1938 die Ausgrenzung der Juden und trat für die Euthanasie ein. Hans Sarkowicz und Alf Mentzer werten die nach 1933 veröffentlichten Bücher Frenssens als „fast ausnahmslos übelste nationalsozialistische Propaganda“. Im Oktober 1933 ließ sich Frenssen in die gleichgeschaltete Preußische Akademie der Künste Sektion Dichtung aufnehmen, die sich ab 1939 Deutsche Akademie der Dichtung nannte, und wurde zum Ehrensenator des Reichsverbands Deutscher Schriftsteller, einer Unterabteilung der Reichsschrifttumskammer, ernannt. 1933 erhielt er den Raabepreis. 1938 verlieh ihm Hitler die Goethe-Medaille für Kunst und Wissenschaft.
Er war Vorstandsmitglied des 1936 gegründeten Eutiner Dichterkreises, einer der bedeutendsten Autorengruppen in Nazi-Deutschland. 1936 erschien sein Buch Der Glaube der Nordmark, mit dem er sich endgültig von der christlichen Religion abwandte und eine Art nordisches Neuheidentum propagierte. Bürgerlich-konservative Sexualmoral lehnte er nun ab. 1937 erschien Vorland. Grübeleien, seine Notizen aus den Jahren 1920 bis 1935. In dem darin enthaltenen fiktiven Tagebuch der Amtmannschaft Wittschild, eines Deutschlands im Jahre 2023, sprach er sich für radikale Maßnahmen der Eugenik und Euthanasie aus. 1938 veröffentlichte er Der Weg unseres Volkes.

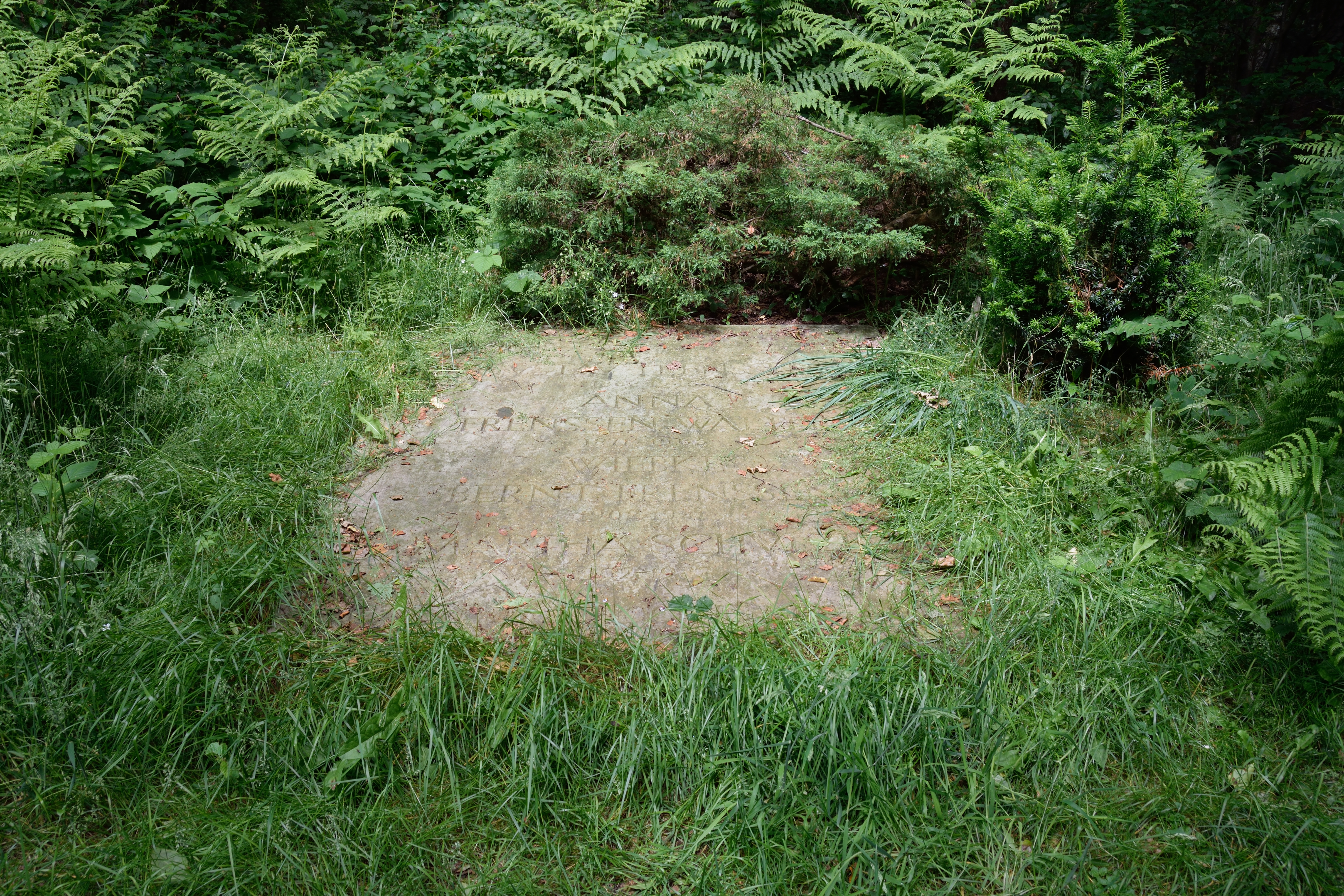
Grab auf dem Wodansberg

1940 erschienen seine Autobiographie Lebensbericht, die von Großstadtfeindlichkeit, Antiintellektualismus und Antisemitismus geprägt ist, sowie Recht oder Unrecht – mein Land!, in dem er unter anderem die Verfolgung der Juden und die Rolle Deutschlands im Zweiten Weltkrieg rechtfertigte. Sein vorletztes Buch Lebenskunde erschien 1942. Es beschäftigt sich u. a. mit dem Thema der „Menschenzucht“. Sein letztes Buch, die Erzählung Der Landvogt von Sylt (1943), handelt eigentlich von zwei Inhabern dieses Amtes: von Uwe Jens Lornsen und seinem Nachfolger Hans Nicolai Frenssen (1798–1833), einem entfernten Verwandten des Autors. In den letzten Kriegsjahren arbeitete Frenssen vorwiegend für den Rundfunk und die Reichspressestelle der NSDAP.

## Rezeption im Nachkriegsdeutschland
Nach seinem Tod 1945 geriet Frenssen weitgehend in Vergessenheit. In der SBZ und der DDR wurden viele seiner Werke auf die Liste der auszusondernden Literatur gesetzt, wo sich auch die antisemitisch und antidemokratisch gefärbten Monographien Erläuterungen zu Gustav Frenssen: „Der Glaube der Nordmark“ (1939) von Albert Meerkatz und Gustav Frenssen. Entfaltung eines Lebens (1938) von Numme Numsen finden.
In der Bundesrepublik nannte Arno Schmidt Frenssen einen Vertreter exemplarischer literarischer und gesellschaftlicher Anti-Moderne und zählte ihn zu den „chauvinistischen Scharfmachern“. Frenssen habe durch seine öffentliche Parteinahme gegen „Juden und jüdische Künstler“ vor und während der NS-Zeit eine große Mitschuld an den Verbrechen an den Juden während des Nationalsozialismus. Künstlerisch fällt Schmidts Urteil geteilt aus. Einerseits schreibt er, man könne „90% seiner Produktion schlicht als <Edelkitsch>“ etikettieren; andererseits lobt er Frenssens 1.300 Seiten langen Roman Otto Babendiek ausdrücklich und schreibt: „Ich bin weder verrückt, noch ein Winkelried der Objektivität, und setze mich also nicht für eine Frenssen-Renaissance ein; aber der Otto Babendiek wäre, ungekürzt & ungehudelt, in Großauflage sofort wieder auf den Markt zu bringen : dieses Buch darf unserer Literatur nicht länger fehlen ...“

## Bewertung Ende des 20. und Anfang des 21. Jahrhunderts
Für die heutige wissenschaftliche Forschung zur „Heimatliteratur“, die in weiten Bereichen völkische Literatur war und der Heimatkunst zugeordnet werden kann, ist Frenssens Werk ein „paradigmatischer“ Beleg für die „Ausweitung“ der Heimatliteratur „in den Bereich der politisch-agitatorischen Publizistik“. Dafür stünden sowohl die im Ersten Weltkrieg geschriebenen „vehement militaristische[n] Durchhaltetexte“ als auch, dass er „seit Beginn der dreißiger Jahre den Nationalsozialisten den Weg bereiten geholfen“ habe.
Dessen ungeachtet wurde Frenssens publizistische Unterstützung für die Verbrechen des NS-Staates in der Bundesrepublik lange weitgehend verdrängt und der Autor geehrt. Vor allem in Schleswig-Holstein wurden Straßen nach ihm benannt. Erst in den 1980er Jahren – 1983 zuerst in Heide – bildeten sich politische Initiativen, die – wie 1986 in Hamburg-Blankenese – eine Umbenennung erreichten.
Nach ersten, damals nicht mehrheitsfähigen Umbenennungsvorschlägen zur Zeit der Einführung der fünfstelligen Postleitzahlen 1993 wurde die Preetzer Frenssenstraße 2009 in Torrundstraße umbenannt.
Die Frenssenstraße in Kiel-Pries wurde 2011 mit der Begründung umbenannt, Frenssen habe „seine Begabungen wissentlich und willentlich in den Dienst der Nationalsozialisten“ gestellt. Die Straße war 1920 nach ihm benannt worden. 2014 folgten die Gustav-Frenssen-Straßen in Heide, Brunsbüttel und Marne, 2015 auch in Meldorf. Im Mai 2022 wurde die Gustav-Frenssen-Straße in Büdelsdorf umbenannt.
2014 berief die Stadt Hannover einen Beirat aus Fachleuten zur Überprüfung, ob es bei Personen als Namensgeber für Straßen „eine aktive Mitwirkung im Nazi-Regime oder schwerwiegende persönliche Handlungen gegen die Menschlichkeit gegeben hat“. Er regte die Umbenennung der im Jahr 1967 nach Frenssen benannten Straße an. Er habe in hohem Maße „Judenverfolgung und Euthanasiemorde gerechtfertigt“.

## Werke (Auswahl)

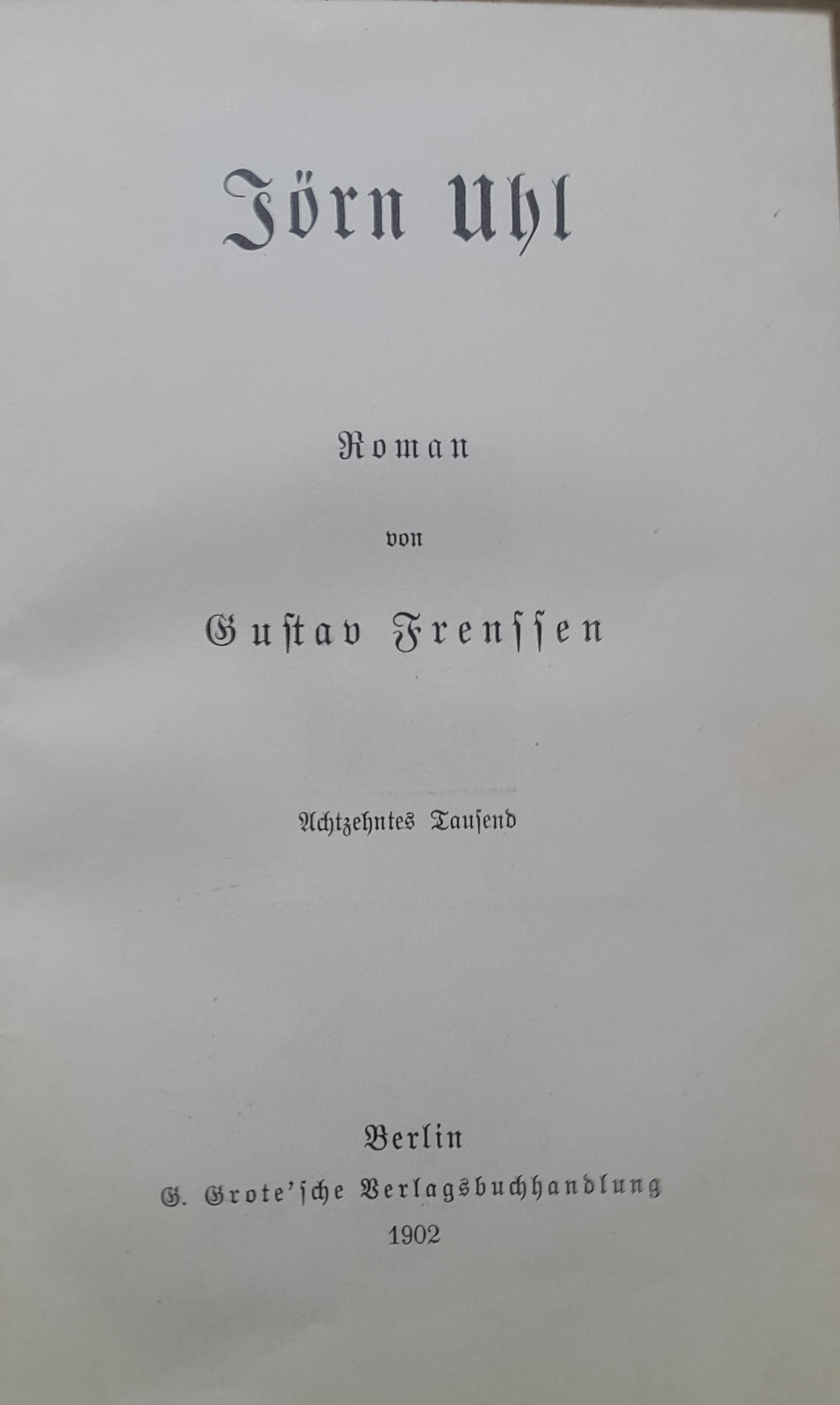
Jörn Uhl (1902)

- Die Sandgräfin. Berlin 1896 (online; 1928 mit Die Sandgräfin verfilmt)
- Die drei Getreuen. Berlin 1898  (online)
  - The three comrades. Boston 1907 (Übersetzung ins Englische von Lilian Winstanley) (online)
- Dorfpredigten. 3 Bände. Göttingen 1899–1902
  - Band 1 (online)
  - Band 2 (online)
- Eine Handvoll Gold. Leipzig 1901
- Jörn Uhl. Berlin 1901 (online)
  - Jörn Uhl. London 1905 (Übersetzung ins Englische von F. S. Delmer) (online)
- Das Heimatsfest, Schauspiel in fünf Akten, Berlin 1903 (online)
- Hilligenlei. Berlin 1905 (online)
  - Holyland. Boston 1906 (Übersetzung ins Englische von Mary Agnes Hamilton) (online)
- Peter Moors Fahrt nach Südwest. Berlin 1906 (online)
  - Peter Moor's journey to Southwest Africa; a narrative of the German campaign. London 1914 (Übersetzung ins Englische von Margaret May Ward) (online)
- Das Leben des Heilands. Berlin 1907 (online)
- Klaus Hinrich Baas. Berlin 1909
  - Klaus Hinrich Baas. The story of a self-made man (Übersetzung ins Englische von Esther Everett Lape und Elizabeth Fisher Bead) (online)
- Der Untergang der Anna Hollmann. Berlin 1911
- Sönke Erichsen. Berlin 1913
- Bismarck. Berlin 1914 (online)
- Die Brüder. Berlin 1917
- Grübeleien. Berlin 1920
- Der Pastor von Poggsee. Berlin 1921 (online)
- Briefe aus Amerika. Berlin 1923 (online)
- Lütte Witt. Berlin 1924
- Otto Babendiek. Berlin 1926
  - Otto Babendiek. London 1930 (Übersetzung ins Englische von Huntley Paterson) (online)
- Möwen und Mäuse. Berlin 1927
- Die Chronik von Barlete. Kulturgeschichte eines niedersächsischen Dorfes. Berlin 1928
- Dummhans. Berlin 1929
- Der brennende Baum. Berlin 1931
- Meino der Prahler. Berlin 1933
- Geert Brügge. München 1934, Berlin 1935
- Die Witwe von Husum. Berlin 1935
- Der Glaube der Nordmark. Stuttgart 1936
- Vorland. Berlin 1937
- Land an der Nordsee. Leipzig 1938
- Lebensbericht. Berlin 1940
- Lebenskunde. Berlin 1942
- Der Landvogt von Sylt. Berlin 1943